# NGC 2271
NGC 2271 je galaksija u zviježđu Velikom psu.

## Vanjske poveznice
- SEDS: NGC 2271